# Camaridium soconuscanum
Camaridium soconuscanum là một loài thực vật có hoa trong họ Lan. Loài này được (Breedlove & Mally) M.A.Blanco mô tả khoa học đầu tiên năm 2007.